# 我心不死
《我心不死》是1995年商業電台蘭茜夫人劇場的一個廣播劇，由劉德華及陳慧嫻分別聲演男女主角、編劇為鄧潔明，該劇共37集，是當時一個很受歡迎的廣播劇。

## 簡介
本劇在1995年於商業電台叱咤903播放，合共37集，由四大天王之一的劉德華及剛完成學業回港復出的天后陳慧嫻擔綱主演、編劇鄧潔明、配樂郭羅以(DJ郭靜)及鍾志榮、監製何利利、製作German。
本劇亦是劉德華和陳慧嫻首度合作的廣播劇。及後出版廣播劇小說（分上下兩集），3月15日舞台劇大結局及改編電視劇。

## 劇情
故事講述賀政（劉德華飾）是一名警察，負責調查一宗連環兇殺案，致命傷皆在喉嚨，由於犯案手法恐怖，很多伙記都為之卻步，只有賀政認真查案，但賀政的查案手法略激進，令上司及不少同事不滿。賀政的女朋友唐紹蕙（暱稱「蕙蕙」，邱蕙堯飾）亦是受害者之一，因此賀致更用心查這宗案件，不過由於兇手非常機智，令賀政連一點證據也幾乎找不到。後來因機緣巧合認識張海藍（陳慧嫻飾），兩人發生很多巧合的事，原來蕙蕙過身後捐出其心臟，而海藍正是用了蕙蕙的心接受了換心手術，性命得以延續。但海藍卻經常受到一些奇怪感覺影響，例如到了一些未去過的地方（如賀政家附近），卻有似曾相識的感覺，她覺得是蕙蕙「託付」她給線索破案……
海藍因自己的奇怪感覺而求助他人，醫科生（實習醫生）黎浩程（歐陽德勛飾）嘗試在電話中開解海藍，但由於對黎浩程感覺怪異，而黎多番約海藍出來傾談，加上賀政建議無視對方，因此海藍每次皆拒絕對方要求，後來卻感到自己一直被一個人跟蹤……
在表面證供上，賀政起初懷疑富商裘克華僱用專業殺手設局作案，而且對方非常機智，警方都將調查重心放在此人身上，但後來由於黎浩程對海藍態度怪異，賀政亦開始對黎產生懷疑……此外，伙記屍王（王鐵雄飾）對案情好像非常了解，加上亦欲阻撓賀政繼續跟進案件，也因此成為嫌疑人……
賀政起初投射了蕙蕙的情感在海藍身上，而海藍亦誤以為對方只是把自己當成了蕙蕙，但後來兩人重重經歷後，雙方都感受到互相喜歡對方。每當海藍單獨或者暫時失去聯絡，賀政都非常緊張，亦非常焦急地尋找海藍，幸每次都是虛驚一場。後來海藍提出利用自己的「似曾相識」感覺提供線索，協助賀政破案。
賀政經過一番調查後，開始對黎浩程懷疑，並試圖盤問他，加上查覺到之前數宗兇殺案都是與醫院鄰近，後來直接認定黎浩程是嫌疑人。
由於海藍非常渴望解決自己的「奇怪感覺」，黎浩程曾提出讓海藍催眠以幫助她。雖然賀政一直反對，但由於海藍入院，同在醫院任職的黎浩程最終成功游說到海藍與他出外，兩人上了黎浩程的車。當賀政知道後，非常擔心，他直覺認為海藍出事了，因為他發現黎浩程同樣不在醫院。兩人在車上時，黎浩程表現極不尋常，海藍終於察覺到黎浩程就是這個連橫殺手，但已經太遲……賀政完全想不到任何線索得知兩人的下落，經過苦苦追查，終於有點眉目。警方方面後來亦終於找到證據證明黎浩程就是兇手，同時，黎浩程回家後立即被警方拘捕，賀政看到黎表現得非常激動，因為黎堅決否認曾與海藍見面。而海藍繼續未有消息……賀政對自己說：「直覺告訴我，我一定會找到海藍的！」

## 主題曲
本廣播劇有兩首歌曲，包括劉德華主唱的《無情天》以及陳慧嫻主唱的點題作品《我心不死》。《我心不死》收錄在陳慧嫻於1996年2月推出的新曲+精選專輯《心滿意足》內。

### 我心不死
《我心不死》亦有在流行榜派台，而《無情天》則沒有。歌曲在903專業推介最高位置為第6位。

## 廣播劇Intro
兩情若是久長時，又豈在朝朝暮暮？他們的情既似朝露般短暫，又似天地一樣長久。因為愛情是他的信仰，真相是他的堅持。

## 聲音演出表
- 劉德華 - 賀政
- 陳慧嫻 - 張海藍
- 邱蕙堯 - 唐紹蕙（蕙蕙）（賀政已故女友，1994年11月3日替男友慶祝生日後，獨自回家途中被黎浩程殺害）
- 歐陽德勛 - 黎浩程
- 黄鐵雄 - 屍王（探員，賀政師傅）
- 陳嘉熙 - 阿寶（探員）
- 鄒淑卿 - 海藍母親
- 招雪梅 - 楊菁
- 關龍 - 莫sir（賀政上司，不滿其查案手法）
- 歐陽應霽 - 阿漢（探員）
- 劉沛龍 - 阿傑（探員）
- 黃仲凱 - 沙翁（探員）

## 二次創作廣播劇「我心拮死」
有見於「我心不死」的成功，做配樂的DJ郭靜在其節目「再不一樣的黃昏」邀請劉德華和歐陽德勛聲演，主題曲由郭靜親自主唱。

## 中國大陸電視劇《黑煞之我心不死》
2001年在中國大陸播放的電視劇《黑煞之我心不死》，由譚耀文飾演賀政，陳怡蓉飾演唐紹蕙，楊恭如飾演張海藍。